# Seven Swords
Seven Swords (Chinees: 七劍; Kantonees: Chat gim; Mandarijn: Qi jian) is een wuxia actiefilm uit 2005 geregisseerd door van Tsui Hark. De film is gemaakt in Hongkong, China en Zuid-Korea.

## Verhaal
Zo'n 400 jaar geleden is de Mingdynastie omvergeworpen door het Manchu-leger. De Manchu beginnen een nieuwe dynastie: de Qing-dynastie. De nieuwe regering kondigt meteen de staat van beleg af om de rebellen beter te kunnen bestrijden. Ze bevelen alle beoefenaars van gevechtskunst om hun wapens in te leveren op straffe van onmiddellijke executie. Wind Fire, een militair van de vorige dynastie, ziet mogelijkheden voor zichzelf door in dienst van de nieuwe bevelhebbers keihard tegen tegenstanders op te treden. Nadat hij bijna alle rebellen heeft uitgeroeid is zijn laatste doel de aanval op Bowei Fortress. Fu Qingzhu, die ook in dienst van het vorige bestuur was, vindt het zijn plicht om Bowei Fortress te redden. Samen met Wu Yuan-Yin en Han Zhi-Ban gaat hij naar Mount Heaven om hulp te zoeken bij meester Shadow-Glow. Shadow-Glow zegt zijn hulp toe en stuurt vier van zijn beste krijgers mee: Chu Zhao-Nan, Yang Yun-Chong, Mulong en Xin Longzi. Samen vormen zij de Fellowship of Seven Swords.

## Rolbezetting
Hoofdpersonages:
- Donnie Yen - Chu Zhao-Nan
- Leon Lai - Yang Yun-Chong
- Duncan Chow - Mulong
- Dai Liwu - Xin Longzi
- Ma Jing-Wu - Shadow-Glow
- Lu Yi - Han Zhi-Ban
- Charlie Yeung - Wu Yuan-Yin
- Sun Hong-Lei - Wind Fire
- Lau Kar-Leung - Fu Qingzhu
- Michael Wong - Prins Dokado